# Expédition 45 (ISS)
Insigne de la mission
Équipage de l'expédition 45
Chronologie
Expédition 44  Expédition 46 
L'Expédition 45 est la 45e mission de longue-durée à bord de la Station spatiale internationale (ISS).

## Équipage
| Position           | Équipage                                |
| ------------------ | --------------------------------------- |
| Commandant         | Scott Kelly, NASA 4e vol spatial        |
| Ingénieur de vol 1 | Mikhaïl Kornienko, RSA 2e vol spatial   |
| Ingénieur de vol 2 | Oleg Kononenko, RSA 3e vol spatial      |
| Ingénieur de vol 3 | Kimiya Yui, JAXA 1er vol spatial        |
| Ingénieur de vol 4 | Kjell N. Lindgren, NASA 1er vol spatial |
| Ingénieur de vol 5 | Sergueï Volkov, RSA 3e vol spatial      |

## Déroulement de l'expédition

### Sorties extravéhiculaires
- 28 octobre : Scott Kelly et Kjell N. Lindgren préparent le Main Bus Switching pour une réparation, mettent en place une isolation thermique sur le Spectromètre magnétique Alpha, lubrifient des éléments du Space Station Remote Manipulator System et modifient le cablage pour préparer l'installation du International Docking Adapter  (durée : 7 h 16).
- 6 novembre : Scott Kelly et Kjell N. Lindgren rétablissent la configuration originelle du système de régulation thermique en ramenant au niveau normal l'ammoniaque circulant dans les circuits primaires et secondaires  (durée : 7 h 48).
- 21 décembre : Scott Kelly et Timothy Kopra débloquent un frein du Mobile Servicing System pour que celui-ci puisse être garé proprement lors de l'arrivée du cargo spatial Progress, modifie le cablage pour préparer l'installation du module Nauka et du module d'amarrage International Docking Adapter et récupèrent des outils dans une boite à outils  (durée : 3 h 16).